# Antiferromagnetismo

Ordinamento antiferromagnetico

L'antiferromagnetismo è una proprietà caratteristica di alcuni materiali come il manganese, il cromo, l'ematite, e di alcuni ossidi come il diossido di manganese (MnO2), lossido ferroso (FeO) e l'ossido di cobalto(II) (CoO); tali materiali sono detti antiferromagnetici. In tali materiali, contrariamente a quanto accade per i materiali ferromagnetici in cui la configurazione di minima energia si ha per spin paralleli, l'interazione tra gli atomi è tale da realizzare una configurazione di minima energia quando gli spin sono antiparalleli.
Nel diossido di manganese, ad esempio, lo ione negativo ossigeno ha su ogni lato uno ione positivo di manganese.
I momenti di dipolo magnetico degli ioni positivi sono allineati antiparallelamente essendo ognuno accoppiato con uno degli spin elettronici, orientati nella direzione opposta, dello ione ossigeno, dando così luogo ad una configurazione di energia minima per l'intero sistema.
La magnetizzazione di questi materiali, al di sotto di una certa temperatura detta di Néel, e in assenza di campo magnetico esterno, è praticamente nulla.
Anche quando vi è un campo magnetico esterno, i dipoli magnetici tendono a mantenere la disposizione antiferromagnetica.
A causa di difetti nella struttura atomica, la configurazione antiparallela non è mai perfettamente rispettata, e si genera pertanto un piccolo momento magnetico residuo; questo fenomeno è detto ferromagnetismo parassita.
Esiste anche un antiferromagnetismo scompensato o ferrimagnetismo, così definito in quanto gli spin opposti non si compensano perfettamente, dando origine a un magnetismo residuo.

## Misurazione
Quando non viene applicato alcun campo esterno, la struttura antiferromagnetica corrisponde a una magnetizzazione totale che svanisce. In un campo magnetico esterno, un tipo di comportamento ferrimagnetico può essere mostrato nella fase antiferromagnetica, con il valore assoluto di una delle magnetizzazioni del sottoreticolo che differisce da quello dell'altro sottoreticolo, risultando in una magnetizzazione netta diversa da zero. Sebbene la magnetizzazione netta dovrebbe teoricamente essere nulla alla temperatura dello zero assoluto, l'effetto dell'inclinazione dello spin spesso provoca lo sviluppo di una piccola magnetizzazione residua, come si vede ad esempio nell'ematite.
La suscettività magnetica di un materiale antiferromagnetico mostra tipicamente un massimo alla temperatura di Néel. Al contrario, al passaggio tra la fase ferromagnetica e quella paramagnetica la suscettività divergerà. Nel caso antiferromagnetico, si osserva una divergenza nella suscettività sfalsata.
Varie interazioni microscopiche (di scambio) tra i momenti magnetici o gli spin possono portare a strutture antiferromagnetiche. Nel caso più semplice, si può considerare un modello di Ising su un reticolo diviso in due, ad esempio il reticolo cubico semplice, con accoppiamenti tra spin nei siti vicini più prossimi. A seconda del segno di tale interazione, risulterà l'ordine ferromagnetico o antiferromagnetico. La frustrazione geometrica o le interazioni ferromagnetiche e antiferromagnetiche in competizione possono portare a strutture magnetiche diverse e, forse, più complicate.
La relazione tra magnetizzazione e campo magnetizzante non è lineare come nei materiali ferromagnetici. Questo fatto è dovuto al contributo del ciclo di isteresi, che per i materiali ferromagnetici comporta una magnetizzazione residua.

## Materiali antiferromagnetici
Le strutture antiferromagnetiche sono state mostrate per la prima volta attraverso la diffrazione di neutroni in ossidi di metalli di transizione come ossidi di nichel, ferro e manganese. Gli esperimenti, eseguiti da Clifford Shull, diedero i primi risultati dimostrando che i dipoli magnetici potevano essere orientati in una struttura antiferromagnetica.
I materiali antiferromagnetici si trovano comunemente tra i composti dei metalli di transizione, in particolare gli ossidi. Gli esempi includono l'ematite, metalli come il cromo, leghe come il ferro manganese (FeMn) e ossidi come l'ossido di nichel (NiO). Le molecole organiche possono anche esibire accoppiamento antiferromagnetico in rare circostanze, come si è visto in radicali come il 5-deidro-m-xililene.
Gli antiferromagneti possono accoppiarsi ai ferromagneti, ad esempio attraverso un meccanismo noto come polarizzazione di scambio, in cui il film ferromagnetico viene fatto crescere sull'antiferromagnete o ricotto in un campo magnetico allineato, facendo sì che gli atomi superficiali del ferromagnete si allineino con gli atomi superficiali dell'antiferromagnete. Ciò offre la possibilità di "fissare" l'orientamento di una pellicola ferromagnetica, che fornisce uno dei principali usi nelle cosiddette valvole di spin, che sono alla base dei sensori magnetici, comprese le moderne testine di lettura dei dischi rigidi. La temperatura alla quale o al di sopra della quale uno strato antiferromagnetico perde la sua capacità di fissare la direzione di magnetizzazione di uno strato ferromagnetico adiacente è chiamata temperatura di blocco di quello strato ed è solitamente inferiore alla temperatura di Néel.

## Frustrazione geometrica
A differenza del ferromagnetismo, le interazioni antiferromagnetiche possono portare a più stati ottimali (stati a energia minima o stati fondamentali). In una dimensione, lo stato fondamentale antiferromagnetico è una serie alternata di spin: su, giù, su, giù, e così via. Tuttavia, in due dimensioni, possono verificarsi più stati fondamentali.
Si consideri un triangolo equilatero con tre spin, uno su ciascun vertice. Se ogni rotazione può assumere solo due valori (verso l'alto o verso il basso), ci sono 23 = 8 possibili stati del sistema, sei dei quali sono stati fondamentali. Le due situazioni che non sono stati fondamentali si hanno quando tutti e tre gli spin sono su o sono tutti giù. In uno qualsiasi degli altri sei stati, ci saranno due interazioni favorevoli e una sfavorevole. Questo illustra la frustrazione: l'incapacità del sistema di trovare un singolo stato fondamentale. Questo tipo di comportamento magnetico è stato trovato nei minerali che hanno una struttura di impilamento cristallino come un reticolo di Kagome o un reticolo esagonale.

## Altre proprietà
Gli antiferromagneti sintetici (spesso abbreviati in SAF) sono antiferromagneti artificiali costituiti da due o più sottili strati ferromagnetici separati da uno strato non magnetico. L'accoppiamento di dipolo degli strati ferromagnetici provoca l'allineamento antiparallelo della magnetizzazione dei ferromagneti.
L'antiferromagnetismo gioca un ruolo cruciale nella magnetoresistenza gigante, come era stato scoperto nel 1988 dai premi Nobel Albert Fert e Peter Grünberg (premiato nel 2007) utilizzando antiferromagneti sintetici.
Ci sono anche esempi di materiali disordinati (come i vetri di fosfato ferrico) che diventano antiferromagnetici al di sotto della loro temperatura di Néel. Queste reti disordinate 'frustrano' l'antiparallelismo degli spin adiacenti, cioè non è possibile costruire una rete in cui ogni spin è circondato da spin vicini opposti. Si può solo determinare che la correlazione media degli spin vicini è antiferromagnetica. Questo tipo di magnetismo è talvolta chiamato speromagnetismo o magnetismo amorfo.